# André the Giant
André René Roussimoff (* 19. Mai 1946 in Coulommiers, Frankreich; † 27. Januar 1993 in Paris), besser bekannt als André the Giant, war ein französischer Profi-Wrestler und Schauspieler. Roussimoff litt an den Wachstumskrankheiten Riesenwuchs und Akromegalie, die ihn sehr groß werden ließen und eine sehr massige Konstitution bedingten. Seine Größe wird oft mit 2,13 oder 2,24 Metern und sein Gewicht mit 240 Kilogramm angegeben, doch die Angaben variieren von Quelle zu Quelle. Zudem unterlag seine Größe, bedingt durch die Erkrankung, auch gewissen Schwankungen.
Aufgrund dieses hünenhaften Erscheinungsbildes wurde er auch „Das achte Weltwunder“ genannt und war in den 1970er und beginnenden 1980er Jahren der erfolgreichste Star des Wrestlinggeschäfts. Einer breiteren Öffentlichkeit wurde er auch als Schauspieler bekannt. Am bekanntesten sind seine Rollen in Conan der Zerstörer (1984) und Die Braut des Prinzen (1987). Seine Grunderkrankung führte zu Roussimoffs frühem Tod. Er wurde 1993 postum als das erste Mitglied in die WWE Hall of Fame berufen.

## Leben

### Kindheit und Jugend
André Roussimoff wurde als Sohn des bulgarischen Einwanderers Boris Roussimoff Stoeff und dessen Frau, der Polin Marianne, geb. Marasjeck, in Coulommiers, Frankreich, als mittleres von insgesamt fünf Kindern geboren. Er wuchs in dem kleinen Ort Molien in der Gemeinde Ussy-sur-Marne auf, in dem seine Eltern einen kleinen Bauernhof betrieben, der die Familie ernährte.
Bei seiner Geburt wog er sechs Kilo. Als Kleinkind entwickelte er sich normal, jedoch begann er recht spät zu sprechen. Erst als Kind begann er, Zeichen einer Akromegalie zu entwickeln. Insbesondere wuchsen Kiefer und Stirn überproportional. Auch wurde er größer als andere Kinder in seiner Umgebung. Obwohl offensichtlich war, dass sein Wachstum nicht normal war, suchten seine Eltern in der ländlichen Gegend, in der sie lebten, nie einen Arzt auf.
Roussimoff besuchte eine Schule in Ussy-sur-Marne. Er ging gerne zur Schule und hatte mathematisches Talent. Roussimoffs Vater sah allerdings wenig Sinn in einer Schulbildung, da sein Sohn als Nachfolger in der Landwirtschaft vorgesehen war. So nahm er ihn mit 14 Jahren aus der Schule. Bereits zu diesem Zeitpunkt über 1,90 Meter groß, war er für seinen Vater eine große Hilfe beim Bestellen der Felder. Seine Geschwister sagten später über ihn, er habe für drei Männer arbeiten können.
Mit 14 Jahren verließ er zunächst den elterlichen Hof, um eine Tischlerlehre zu machen. Diese schloss er jedoch nicht ab, kehrte auf den elterlichen Hof zurück und arbeitete danach in einer Fabrik, die Motoren für Heuverarbeitungsmaschinen herstellte.

### Anfänge (1964–1973)
Roussimoff war ein begeisterter Sportler, der vor allem Fußball spielte. Er probierte auch Rugby und Basketball aus, fand aber daran keinen Gefallen. 1965 traf Roussimoff auf Robert Lageat, einen Wrestlingpromoter und ehemaligen Boxer, der auch als Berufsringer auftrat. Er sah Potenzial in dem jungen Riesen und bot an, ihn in Paris zu trainieren. Sein Leben und Training dort finanzierte er unter anderem als Möbelpacker und Türsteher. Trainiert wurde er von Michael Saulnier, einem ehemaligen Ringer, der zum Wrestling kam, nachdem er bei den Olympischen Sommerspielen 1956 nicht nominiert worden war. Er trat damit in einer Zeit in das Wrestlingbusiness ein, in dem die Schaukämpfe unter einem sehr strengen Kayfabe standen, das heißt vom Publikum als echte Kämpfe wahrgenommen werden sollten. Durch seine Größe konnte er einen glaubhaften Kampfstil adaptieren. Nach etwa einem Jahr Training bestritt er seine ersten Kämpfe. Zu dieser Zeit war er 2,09 Meter groß und wog etwa 135 kg. Sein erster Kampf fand am 25. Januar 1966 in Rouen statt. Er trat als Géant Ferré (deutsch Gigant/Riese Ferré) an. Der Name lehnte sich an den picardischen Volkshelden Grand Ferré an, der während des Hundertjährigen Kriegs gekämpft haben soll. Schon nach kurzer Zeit wurde der Name in Jean Ferré abgeändert. Sein Image war das eines Holzfällers. Diesen Beruf übte der historische Ferré ebenfalls aus. Einen Monat später wurde ein Match von ihm im Fernsehen ausgestrahlt, gefolgt von einem Interview. Schon bei seinen Anfängen adaptierte er einige Stilmittel, die ihn sein Wrestlingleben begleiten sollten. So stieg er mit beiden Beinen über das oberste Seil. Am Anfang nutzte er aber einen sehr viel technischeren Stil als in späteren Jahren. Seine Größe und sein sympathisches Auftreten machten ihn in der Wrestling-Szene Frankreichs recht schnell bekannt, wobei er von 1966 bis 1968 nur sporadisch auftrat.
1966 lernte er den Promoter und Wrestler Frank Valois kennen, der später sein Manager und Ratgeber werden sollte. Etwa um diese Zeit begegnete er auch Lord Alfred Hayes, der zu einem seiner besten Freunde wurde. Mit Die 7 Masken des Judoka debütierte er 1967 als Schauspieler. In dem Agentenfilm nach einem Roman von Ernie Clerk kämpfte er gegen den Hauptdarsteller. Sein größtes Match hatte er am 20. Januar 1968 gegen den Belgier Franz van Buyten, das auch im Fernsehen ausgestrahlt wurde. Bei diesem Match durfte er mit dem French Heavyweight Championship der Fédération Française de Catch Professionnel seinen ersten Titel gewinnen.
1969 ging Roussimoff nach England, wo er sich schnell einen Namen in der zu dieser Zeit größten Wrestling-Szene Europas machte. Unter anderem trat er in der Londoner Royal Albert Hall an. Matches von ihm wurden bei ITV übertragen. In England musste er auch erstmals verlieren. Am 7. Juni 1969 verlor er gegen Kendo Nagasaki (eigentlich Peter Thornley) in der Victoria Hall von Henley-on-Thames. Nagasaki war damals Englands größter Star.
Roussimoff tourte anschließend durch verschiedene Länder, darunter Deutschland, das Vereinigte Königreich, Australien, Neuseeland, Tunesien, Marokko, Algerien und Südafrika. Er trat unter verschiedenen Ringernamen an, unter anderem als Monster Eiffel Tower in Neuseeland und als Monster Roussimoff in Japan. Bei der japanischen Promotion International Wrestling Enterprise wurde er zusammen mit Michael Nador Tag-Team-Champion in einem Match vor 5.000 Fans in Fukuoka.
Durch den seit 1966 bestehenden Kontakt mit den Wrestlern Frank Valois und Edouard Carpentier kam Roussimoff schließlich ins kanadische Montreal, wo letzterer ihn als Mentor unterstützte. Er trat für die französischsprachige Promotion Grand Prix Wrestling an und erhielt dort seinen langjährigen Spitznamen The 8th Wonder of the World (deutsch das achte Weltwunder). Als Herkunftsort für Roussimoff wurde Grenoble ausgewählt, da die Stadt durch die zuvor stattgefundenen Olympischen Winterspiele bekannt war. Er trat dort meist als Tag-Team-Wrestler und in Handicap-Matches gegen zwei Gegner an. Als Einzelwrestler wurde er als Face (Publikumsliebling) eingesetzt und trat gegen Heels wie Killer Kowalski und Butch Vachon an. Dabei pendelte er auch häufig nach Japan. Als Giant Roussimoff wurde ihm die Ehre zuteil, das IWE Third World Series Tournament gewinnen zu dürfen. Dabei gewann er unter anderem gegen Karl Gotch und Billy Robinson. Sein Ruhm wuchs schnell über alle Landesgrenzen hinweg. So wurde er im Wrestling Yearbook of 1971 der beiden Wrestling-Magazine Inside Wrestling und The Wrestler zum Rookie des Jahres gewählt.
1971 konnte Roussimoff durch Fürsprache von Adnan Al-Kaissie zwei Matches mit diesem im Irak bestreiten, bei welchem der spätere Präsident Saddam Hussein zugegen war. Dies war nicht ganz unproblematisch, befand sich der Irak gerade in einer heißen Phase der Revolution. So bedrohte Hussein im Falle eines Sieges Roussimoff mit dem Tod. Letztlich wurden die Matches so arrangiert, dass Al-Kaissie Match und Re-Match gewinnen durfte. Roussimoff lernte am Rande des zweiten Matches auch Hussein persönlich kennen. Beide Matches, das erste im al-Shaab-Stadion und das zweite in Kut, waren ausverkauft und verliefen ohne Zwischenfälle. Lediglich die Salutschüsse irakischer Kommandos nach dem Sieg erschreckten Roussimoff, der sich unter dem Ring versteckte.
1972 durfte er eine Fehde mit Don Leo Jonathan, dem Mormon Giant, bestreiten. Gegen den mit 1,98 Meter recht großen Wrestler ergab sich eine Traumpaarung, die am 31. Mai 1972 in einem Main-Event im Montreal-Forum vor mehr als 20.000 Zuschauern gipfelte. Die als Battle of the Giants („Kampf der Giganten“) und Match of the Century („Kampf des Jahrhunderts“) angepriesene Veranstaltung war Roussimoffs erster Hauptkampf. Der Kampf endete mit einem Disqualifikationssieg von Don Leo Jonathan. Zum Ende verlor Roussimoff seine Beherrschung und versuchte Jonathan zu erwürgen. Zahlreiche Wrestler kamen Jonathan zu Hilfe, die jedoch alle von Roussimoff niedergestreckt wurden. Die Inszenierung definierte das Image von Roussimoff als netten und zuvorkommenden Riesen, der jedoch auch austeilen konnte, wenn man ihn reizte. Dem gegenüber stand Roussimoffs Image in Japan, wo er wie viele Gaijin (Ausländer) als gefürchteter Heel („Bösewicht“) eingesetzt wurde.

### WWF (1973–1983)

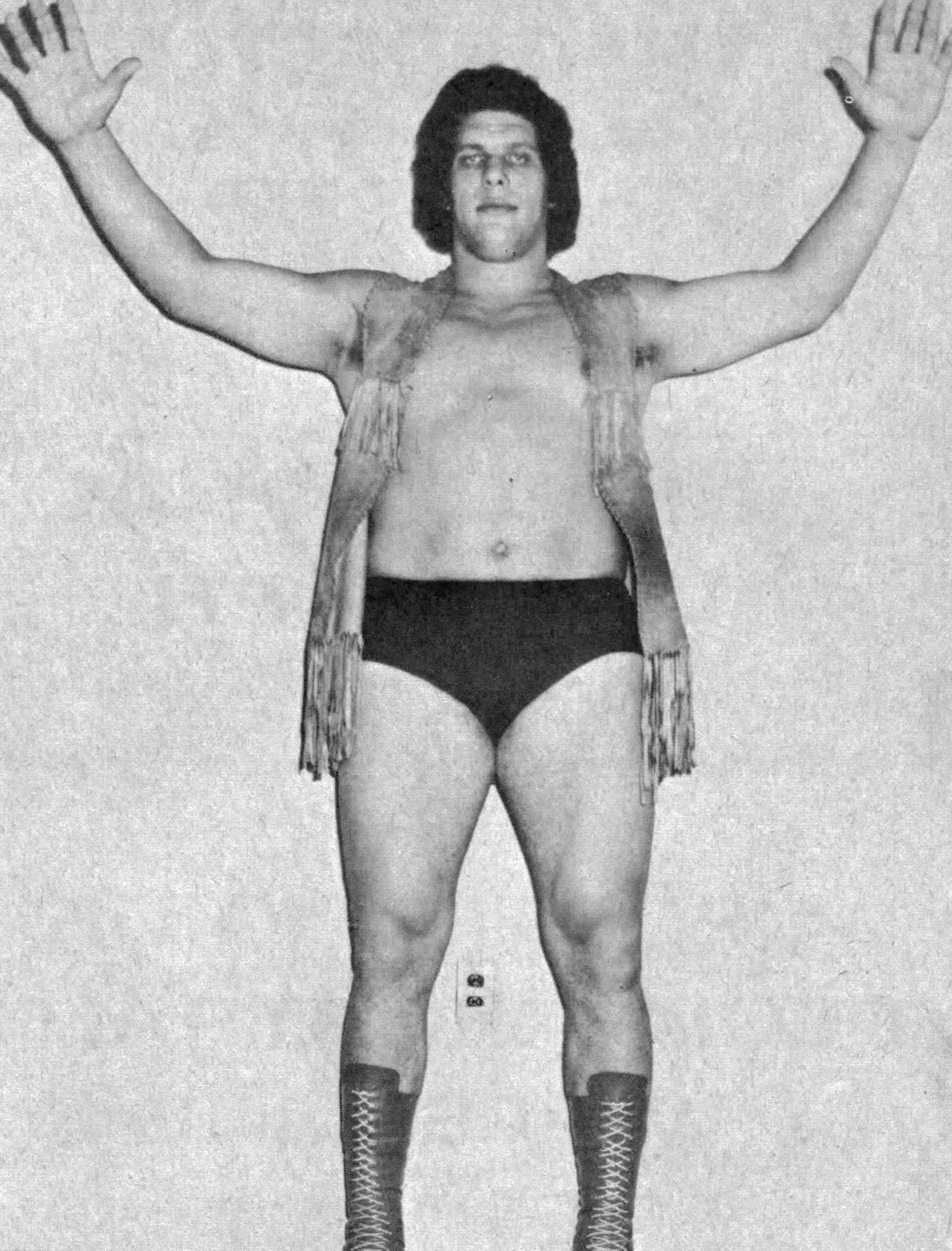
André the Giant (1973)

Um seine weitere Karriere in die richtigen Wege zu leiten, vermittelte Frank Valois ihm ein Treffen mit Vince McMahon Sr., dem damaligen Präsidenten der World Wide Wrestling Federation (WWWF, heute WWE). In Kanada war Roussimoff nun über mehrere Jahre als Sensation eingesetzt worden und es zeigten sich erste Abnutzungserscheinungen. Im Gegensatz dazu war er in den Vereinigten Staaten ein unverbrauchtes Talent. Am 26. März 1973 hatte er sein erstes Match als André the Giant, ein Name, der für das US-amerikanische Publikum passender erschien als das Wortspiel mit einem französischen Volkshelden. Sein erster Auftritt fand im Madison Square Garden vor 16.000 Fans gegen Buddy Wolfe statt. Diese von der WWWF gern gebuchte Halle war damals das Kernstück der in New York City angesiedelten Organisation.
Kurz danach nahm ihn Vince McMahon Sr. unter Vertrag und agierte als sein Agent. Frank Valois wurde als Roadmanager verpflichtet. Vince McMahon Sr. buchte ihn nicht nur für die WWWF, sondern verlieh ihn für Gastauftritte an andere Organisationen, wie die National Wrestling Alliance und die American Wrestling Association. Außerdem durfte Roussimoff weiter in Japan antreten, da die McMahons mit Antonio Inokis New Japan Pro-Wrestling kooperierten. Dort trat er nun auch als André the Giant auf. Vince McMahon Sr. verdiente an jedem dieser Auftritte mit. Dadurch wurde garantiert, dass sich die Auftritte von André the Giant nicht abnutzten, da er in mehreren Territorien eingesetzt werden konnte. Dabei achtete Vince McMahon Sr. besonders darauf, dass sein Schützling bei diesen Gastauftritten niemals verlieren durfte, es sei denn durch Disqualifikation, Auszählen oder als Teil eines Tag-Teams. Außerdem arbeitete er weiter für Grand Prix Wrestling, die als Vermittlungs-Promotion jedoch keine zusätzlichen Kosten hatten. Jedoch verlor Grand Prix Wrestling seinen Stand in Kanada zugunsten von All Star Wrestling, so dass Roussimoff nur noch selten in Kanada auftrat und sich auf seine Karriere als André the Giant konzentrierte.
Ab 1974 übernahm er seinen Beinamen The Eighth Wonder of the World auch in den Vereinigten Staaten. Erst durch die WWWF wurde der Name zu einem Synonym für den riesenhaften Wrestler. Die Phrase war bereits mehrfach verwendet worden, unter anderem für Bobo Brazil und Pampero Firpo, doch an Roussimoff blieb sie haften. Dreißig Jahre später wurde die Wrestlerin Chyna deshalb als „neuntes Weltwunder“ angekündigt. Sein Wrestling-Stil wurde ebenfalls verändert und er wurde nun noch betonter als Riese dargestellt. So verzichtete Roussimoff auf Dropkicks, die er in Kanada noch zeigte, und konzentrierte sich mehr auf das Brawling, also das Prügeln.
Nicht nur wegen seiner zunehmenden Unbeweglichkeit passte der Stil eines Prüglers mehr zu ihm als seine ersten Jahre als technischer Wrestler. 1974 wrestlete er auch für die IWE in Japan, die sich in finanziellen Schwierigkeiten befand, und verzichtete dabei auf seine Gage. Insgesamt hatte er 1974 mehrere Fehden, unter anderem mit Antonio Inoki in Japan, Killer Kowalski, dem Iron Sheik und Strong Kobayashi in den Vereinigten Staaten. Im gleichen Jahr hatte er einen Auftritt in der Tonight Show mit Moderator Johnny Carson, wo es vor allem um seine Größe ging und beide ihre Hände miteinander verglichen. 1974 kam er das erste Mal in das Guinness-Buch der Rekorde, und zwar als höchst bezahlter Wrestler mit einem Jahreseinkommen von 400.000 US-Dollar (heute inflationsbereinigt 2.544.000 US-Dollar).
Wie in Kanada wurde Roussimoff auch in den Vereinigten Staaten häufig in Gimmick-Matches eingesetzt. Insbesondere durfte er sich in sogenannten Battle Royals zeigen, bei denen mehrere Wrestler in einem Ring standen und es darum ging, den Gegner über das oberste Seil zu befördern. Am 17. Januar 1975 siegte er in der siebten Los Angeles Battle Royale, was er 1977 wiederholen durfte. 1975 streuten die Washington Redskins das Gerücht, Roussimoff als Defensive End anwerben zu wollen. Dies war jedoch nur ein Promotion-Trick von Vince McMahon Sr. und dem Trainer George Allen, der sogar 1982 von Sports Illustrated aufgegriffen wurde.
1976 hatte Roussimoff seinen ersten Auftritt in einer Fernsehserie, als er Bigfoot in einer Doppelfolge von Der Sechs-Millionen-Dollar-Mann spielte. Er hatte im gleichen Jahr zudem einen Show-Boxkampf gegen den immerhin 1,97 m großen Profiboxer Chuck Wepner. Roussimoff „gewann“ diesen Kampf dadurch, dass er den Boxer über das oberste Seil warf. Obwohl der Boxkampf abgesprochen war, wussten weder die anderen Wrestler noch die Boxer darüber Bescheid, so dass es am Rande des Events zu einer Schlägerei kam.
Der Kampf war Teil einer länderübergreifenden Übertragung, die unter anderem auch ein Match von Inoki gegen Muhammad Ali in Japan enthielt und dort von 60 Millionen Zuschauern gesehen wurde. 1977 versuchte sich Roussimoff an einem weiteren Boxkampf, diesmal gegen den Wrestler und späteren Moderatoren Gorilla Monsoon. André the Giant gewann mit einem Knockout in der dritten Runde. Natürlich war dieser Kampf ebenfalls gestellt.
Von 1977 bis 1981 konnte Roussimoff seinen Starstatus als André the Giant ausbauen und wurde einer der bekanntesten Wrestler der Welt. Er gewann nie eine Championship, um seine Siegessträhne nicht zu gefährden. Die wenigen Titelmatches, die er hatte, gewann er per DQ oder Auszählen, so dass der Titel beim jeweiligen Champion blieb. Allerdings durfte er einige Tag-Team-Championships gewinnen. 1978 bekam er Arnold Skaaland als neuen Roadmanager an die Seite, da Valois zunehmend ausgebrannt wirkte. Valois und Roussimoff gründeten jedoch zusammen mit Gino Brito Varoussac Promotions. Der Name war ein Kofferwort aus den Anfangsbuchstaben ihrer realen Nachnamen. Die drei Wrestler konnten mit etwas Trickserei gegenüber der Montreal Athletic Commission (Brito und Roussimoff waren stille Teilhaber) als Booker (Storylineschreiber) in eigener Sache auftreten. Roussimoffs Einkommen stieg so auf knapp eine halbe Million US-Dollar, eine hohe Summe zu jener Zeit.
Außerdem fehdete Roussimoff zu dieser Zeit mit Wrestlern wie Abdullah the Butcher, The Sheik, „Big Cat“ Ernie Ladd, Stan Hansen sowie dem jungen Hulk Hogan, der damals noch als Heel auftrat. Letztere beiden traten 1980 bei der Großveranstaltung Showdown at Shea auf. 36.295 Zuschauer zog diese dritte Veranstaltung unter dem Namen an. In einem kontroversen Finish besiegte André the Giant Hulk Hogan, der ihn während des Matches zweimal slammte (hochhob und warf), eine Tatsache, die rund sieben Jahre später eine Rolle spielen sollte. Auch ließ sich Roussimoff scheinbar von Hogan verletzen, so dass Blut an seinem Kopf zu sehen war (Blading). Zu jenem Zeitpunkt war dies ein enormer Popularitätsschub für Hogan, da insbesondere in den Vereinigten Staaten André the Giant selten geslammt wurde und auch fast nie Blut zu sehen war. Das Match wurde von Pro Wrestling Illustrated zusammen mit dem Hauptkampf Bruno Sammartino gegen Larry Zbyszko zum besten Match des Jahres gewählt. Das Match wurde im Madison Square Garden später vor 21.000 Zuschauern wiederholt. Auch hier slammte Hogan Roussimoff, jedoch existiert keine Fernsehaufzeichnung.
Zu diesem Zeitpunkt wog er bereits knapp 230 kg und bekam starke Rückenprobleme. Eine Sprunggelenkfraktur im Mai 1981 führte zu einer komplizierten Operation, insbesondere da es schwierig war, die Betäubung richtig anzusetzen. Außerdem hatte das Krankenhaus kein ausreichend großes Bett für Roussimoff und auch die Röntgenanlage war nicht ausreichend für einen Mann von Roussimoffs Gewicht und Körpergröße. Um das Kayfabe zu wahren, gab Roussimoff an, sich bei einem Match verletzt zu haben. Tatsächlich hatte er sich aber selbst verletzt, als er aus dem Bett aufstand, da sein vorbelasteter Knöchel das Körpergewicht nicht mehr tragen konnte.
Der Vorfall wurde wrestlingtypisch in eine Storyline gefasst und war Teil eines Artikels über André the Giant in der Sports Illustrated. Sie diente als Grundlage für eine Fehde mit Killer Khan. Die Fehde wurde in der Fachpresse sehr bejubelt. Der Wrestling Observer bezeichnete ein Match der Fehde als Match des Jahres und Pro Wrestling Illustrated bezeichnete die Kampfserie als „Fehde des Jahres“.
Nach dem Knöchelbruch und der Operation hatte Roussimoff dementsprechend zumindest wrestlerisch ein äußerst erfolgreiches Jahr mit Main-Events in Japan und Montreal. Doch seine Geschäftsbeziehung mit Varoussac bröckelte, nachdem Dino Bravo und er in Streit um geschäftliche Belange geraten waren. Da Roussimoff kein böses Blut wollte, verkaufte er seine Anteile an Gino Brito, der sie ironischerweise an seinen Konkurrenten Bravo weiterveräußerte. Dennoch blieb Roussimoff seinen ehemaligen Geschäftspartnern zunächst verbunden und wrestlete weiterhin in Montreal, bis ihn Bravo 1983 erneut hinterging und statt auf WWF-Wrestler auf Talente der American Wrestling Association (AWA) setzte. Im Dezember 1983 trat Roussimoff zum letzten Mal in Montreal an. Die Freundschaft mit Valois zerbrach vor diesem Hintergrund.

### WWF (1983–1987)
Nachdem Vince McMahon seinen Vater durch das Aufkaufen seiner Anteile aus dem Geschäft gedrängt hatte, wurde das Wrestling, wie man es bis dahin kannte, revolutioniert. McMahon brach mit dem Territorital-System, das über Jahrzehnte für ein einträgliches Geschäft gesorgt hatte, und richtete das gesamte Business auf die WWF aus. Damit wurde auch André the Giants Austausch an andere Territorien ad acta gelegt. Lediglich mit New Japan Pro Wrestling bestand eine Partnerschaft, die es Roussimoff ermöglichte, weiterhin in Japan aufzutreten. Hulk Hogan wurde zum Gesicht der Promotion, während André the Giants Bedeutung langsam schwand. In den ersten Jahren gab es daher hinter den Kulissen eine Konkurrenz zwischen den beiden Wrestlern.

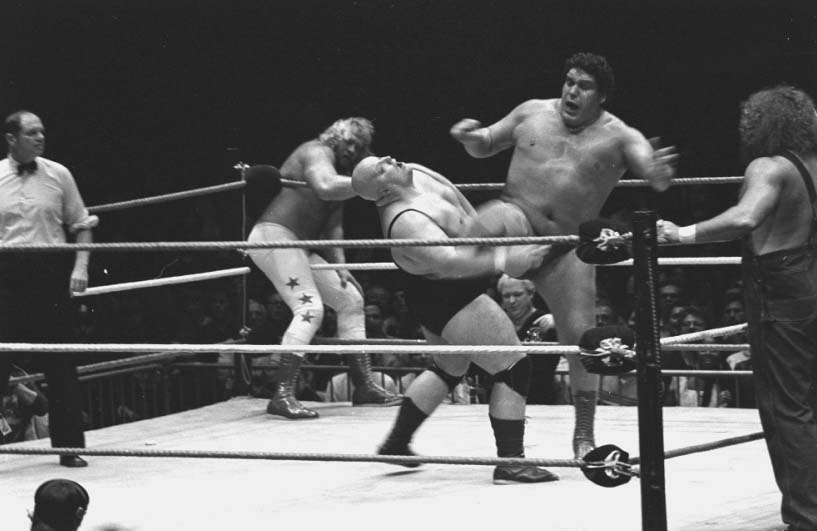
André mit Hillbilly Jim gegen King Kong Bundy mit Big John Studd (1985)

1983 setzte man Roussimoff mit Big John Studd einen Mann vor, der seiner eigenen Statur nahekam. Man schrieb daraus eine Storyline für eine lange Fehde, wer denn der „wahre Gigant“ des Wrestlings sei. Ihren Höhepunkt fand diese Fehde beim ersten WrestleMania im Jahr 1985, die Roussimoff mit einem Sieg abschloss. Hinter den Kulissen gab es zwischen den beiden Wrestlern während dieser Zeit zahlreiche Probleme. Roussimoff sah das Überschreiten des obersten Seils beim Einlauf, das Big John Studd genau wie er verwendete, als Affront. Dementsprechend behandelte er Studd im Ring schlecht und ließ ihn nicht gut aussehen.
1984 trat Roussimoff in der Show Late Night with David Letterman auf, wo er vor allem Trinkgeschichten zum Besten gab. Der Auftritt war am 23. Januar 1984, dem gleichen Tag, an dem Hulk Hogan gegen Iron Sheik zum ersten Mal WWF World Heavyweight Champion wurde. Roussimoff war zu jener Zeit verletzt. Beim anschließenden Interview im Backstagebereich, das eher eine Art Siegesfeier wurde, übergoss André the Giant Hogan mit einer großen Flasche Champagner. Dies sollte eine Art Fackelübergabe an die neue Generation darstellen.
Nachdem er 1986 mit Hogan gegen King Kong Bundy und Studd gefehdet hatte und bei WrestleMania 2 schließlich eine Battle Royal hatte gewinnen dürfen, musste er sich einer Rückenoperation unterziehen und wurde, zur Erklärung seiner Abwesenheit, offiziell suspendiert. Anschließend wrestlete er vor allem in Japan, Australien, Kanada und Mexiko. In die WWF kehrte Roussimoff danach zunächst unter einer Maske zurück. Dabei handelte es sich um ein von McMahon aus Mexiko adaptiertes Gimmick. André the Giant trat so trotz Suspendierung als „Giant Machine“ zusammen mit Bill Eadie und Blackjack Mulligan als The Machines gegen Bobby Heenans Gruppierung Heenan Family auf. Natürlich war Roussimoff unter der Maske leicht zu erkennen, jedoch fehlte in der Storyline den Heels ein echter Beweis dafür. Da Roussimoffs Rückenprobleme jedoch auch nach der Operation anhielten, zog er sich für mehrere Monate aus dem Wrestling zurück. In dieser Zeit drehte er Die Braut des Prinzen von Rob Reiner. Er litt unter starken Schmerzen während des Drehs. So musste bei den Szenen, in denen er Robin Wright auffing und trug, getrickst werden. Die Schauspielerin war an Seilen befestigt, um den Rücken von Roussimoff nicht weiter zu belasten.

### WrestleMania III (1987)
1987 kam es zum größten Match in Roussimoffs Karriere. Zugleich war es eine große Wende in seiner Wrestling-Karriere. Zumindest in den Vereinigten Staaten wurde er zum ersten Mal als Bösewicht (Heel) dargestellt. Man stellte ihm Bobby Heenan als Manager zur Seite und ließ ihn ein Titelmatch gegen seinen ehemaligen „Freund“ Hulk Hogan fordern. Während es hinter den Kulissen zwischen den beiden Wrestlern ein Konkurrenzverhältnis gab, war dies für die Zuschauer bislang nicht ersichtlich gewesen.
Insbesondere im Fernsehen, aber auch bei den Liveauftritten waren Bösewichte und Publikumslieblinge bislang zwei große Gruppierungen. So wurden im Aufbau der Storyline auch alte Videoaufnahmen gezeigt, die bis zu Hogans Titelgewinn zurückreichten. Das Match sollte bei WrestleMania III im Pontiac Silverdome in Michigan stattfinden. Vince McMahon besuchte Roussimoff in Paris, um ihn zu überreden, wieder als Wrestler aufzutreten. Seine gesundheitlichen Probleme waren so stark, dass er darüber nachdachte, mit dem Wrestling endgültig aufzuhören. McMahon sah in ihm aber weiterhin Starpotential und wollte den Zuschauern nach der Debüt-WrestleMania und der eher missglückten zweiten Veranstaltung einen besonderen Kampf bieten.
Der Showdown der Fehde wurde sorgfältig vorbereitet. In der Storyline war André the Giant verbittert über den Erfolg seines einstigen Freundes Hulk Hogan. Es kam zu mehreren Missverständnissen, bis André ihn im Piper’s Pit, einem Interviewsegment von Roddy Piper, attackierte und das T-Shirt vom Leib riss. Die Storyline hob auch gewisse Dinge hervor, die tatsächlich nicht den Tatsachen entsprachen. So sei André the Giant nie besiegt worden und es habe ihn noch niemand geworfen. Dabei wurde auch die Tatsache nicht erwähnt, dass selbst Hogan ihn mindestens fünf Mal geworfen hatte, darüber hinaus auch weitere Wrestler wie Stan Hansen, Butcher Vachon, Harley Race und Kamala. Für WrestleMania III wurde dies als Sensation dargestellt. Und so verlief das Match auch äußerst erfolgreich. Das Match wurde sorgfältig choreografiert, um Roussimoffs Rücken nicht weiter zu belasten. So gab es eine Reihe von Aufgabegriffen, die den Wrestler stabilisieren sollten.
Hogan kannte nach eigenen Angaben das Finish des Matches nicht und war erleichtert, als Roussimoff ihm das Zeichen gab, ihn zu pinnen. Der Pin erfolgte nach einem Bodyslam und dem anschließenden Leg Drop, dem sogenannten Finishing Move Hulk Hogans. Der Bodyslam sollte als „The Slam Heard Around the World“ (deutsch Der Slam, den man auf der ganzen Welt hören konnte) in die Geschichte des Wrestlings eingehen und gilt als eines der besten Matches von Hulk Hogan. Ähnlich wie der Schampusregen wurde das Match als endgültige Fackelübergabe gewertet.

### Die letzten Jahre (1988–1993)
Roussimoffs Gesundheitszustand verschlechterte sich zusehends. Weitere Operationen waren notwendig. Dementsprechend wurden die Auftritte von André the Giant immer seltener. Im Nachgang von WrestleMania III durfte er die folgende Survivor Series mit seinem Team gegen Hogan gewinnen und im Februar 1988 in einer inszenierten umstrittenen Entscheidung (Ted DiBiase vertauschte die Zwillingsbrüder Earl und Dave Hebner als Ringrichter) zum ersten Mal den WWF-World-Heavyweight-Champion-Titel erhalten. Roussimoff „verkaufte“ den Titel laut Storyline jedoch direkt an DiBiase und so wurde der Titel für vakant erklärt.
Mit etwa einer Minute und 48 Sekunden ist dies die kürzeste Regentschaft der Geschichte. Hintergrund war, dass Roussimoff die Zeit als Champion auf Grund seines Zustands kaum hätte wahrnehmen können. Durch den Kniff konnte André the Giant als legitimer Titelgewinner aus der Storyline geschrieben werden, um mit Ted DiBiase den nächsten Gegner von Hogan zu etablieren. Gleichzeitig war der Titelgewinn, der auch gespoilert wurde, für Saturday Night’s Main Event ein großer Erfolg. Rund 33 Millionen Zuschauer sahen das Match, mehr als das NBA-Finale und etwas weniger als die World Series im gleichen Jahr.
Roussimoffs letzter Auftritt in einem Hauptmatch der WWF fand bei der Großveranstaltung Summerslam 1988 statt, wo er zusammen mit DiBiase als Mega Bucks gegen Hogan und Randy Savage auftrat. Roussimoff kam zu dieser Zeit auf 250 kg Körpergewicht und hatte mittlerweile mit schweren gesundheitlichen Problemen zu kämpfen.
Er fehdete 1989 kurz mit Jake „The Snake“ Roberts und traf bei WrestleMania V auf diesen und seinen alten Erzrivalen Big John Studd, der als Gastringrichter fungierte. Einzelmatches konnte Roussimoff danach nicht mehr bestreiten. Deshalb bildete man ein Team mit Haku, das sich Colossal Connection nannte. Gemanagt von Bobby Heenan durften sie den damaligen Tag-Team-Champions Demolition die Titel abnehmen, verloren diesen bei WrestleMania VI aber wieder an dieselben. Nach diesem Kampf wechselte Roussimoff wieder zum Face und verfolgte nun Heenan. Er hatte einen Gastauftritt bei WrestleMania VII und sein letzter Auftritt bei einem Großereignis der WWF war beim Summerslam 1991 als Unterstützung der Bushwhackers. Am 4. Dezember 1992 bestritt Roussimoff sein letztes Match in Japan.
Roussimoff war frustriert über seine letzten Jahre und gab Vince McMahon die Schuld, ihn nicht richtig eingesetzt zu haben. Faktisch war aber seine Gesundheit so stark belastet, dass er kaum oder nur unter großen Schmerzen, die er vor allem mit Alkohol betäubte, auftreten konnte. So hatte er nur noch recht kurze Matches oder war Teil eines Tag-Teams beziehungsweise einer von mehreren Wrestlern im Ring. Roussimoff versuchte noch für die Universal Wrestling Federation aufzutreten und war für den 1991er Royal Rumble angekündigt. Eine Verletzung, die er sich bei einem Match in Japan zugezogen hatte, verhinderte dies jedoch. Sein Comeback als Face hatte er bei WrestleMania VII, als er sich gegen seinen alten Manager Bobby Heenan stellte. Anschließend laborierte Roussimoff an einer Knieverletzung und musste wieder mehrere Monate pausieren. Ab dem 23. Juni 1991 trat er erneut bei Houseshows an. Seinen letzten Auftritt für die WWF in Amerika hatte er schließlich am 26. August 1991 als Teampartner für die Bushwhackers beim Summerslam 1991. Er trat danach noch in England als Partner von Davey Boy Smith gegen Earthquake an. Anschließend war Roussimoffs WWF-Karriere beendet.
Als Wrestler arbeitete er anschließend in Comedy-Matches mit Shōhei Baba für All Japan Pro Wrestling sowie in Six-Man-Tag-Team-Matches für die UWA in Mexiko. Einen weiteren Auftritt hatte Roussimoff in einem Interview-Segment am Rande von Clash of the Champions, einer WCW-Veranstaltung, was als Affront gegen Vince McMahon gewertet wurde. Die WCW galt damals als stärkster Konkurrent der WWF. Ein letztes 6-Mann-Tag-Match fand, nur kurz vor seinem Tod, in Mexiko mit den Bushwhackers gegen Bad News Brown, Bam Bam Bigelow und Yokozuna statt, welches André und die Bushwhackers gewannen.
Ende 1992 arbeitete er außerdem als Schauspieler im Film Mommy Market – Auf der Suche nach der Traummutter. Es sollte seine letzte Filmrolle sein. Der Film erschien 1994, ein Jahr nach seinem Tod.

### Krankheit und Tod
Roussimoffs Erkrankung basierte auf einem Tumor, durch den Wachstumshormone unkontrolliert ausgestoßen werden. Neben dem Riesenwuchs zeigte sich dies auch an der hohen Stirn, der großen Nase und seinem breiten Kiefer. Zusätzlich waren die Hände sehr groß. Die Krankheit ist in jungen Jahren behandelbar. Wann genau Roussimoff erstmals davon hörte, ist unklar. Die meisten Quellen sprechen von seinem ersten Jahr in Japan (1970). In der HBO-Dokumentation ist dagegen von 1981 nach seinem Knöchelbruch die Rede. Roussimoff hielt sich Zeit seines Lebens bedeckt, was seinen gesundheitlichen Zustand anging. Jedoch entwickelte er nach der Japan-Tournee einen sehr extrovertierten Lebensstil mit Partys und Alkohol, was vermuten lässt, dass ihm seine niedrige Lebenserwartung von etwa 40 Jahren zu jener Zeit bewusst wurde.
Roussimoff lehnte auch eine Operation ab, die laut Expertenaussagen und entgegen anderslautenden Gerüchten auch zu einem späteren Zeitpunkt noch möglich gewesen wäre. Er ließ sich stattdessen nur dann operieren, wenn dies unbedingt notwendig war. Im Verlauf seines Lebens stoppte der Wachstumsprozess daher nicht. Dabei nahm seine Beweglichkeit immer mehr ab. So begann er seine Wrestlingkarriere als athletischer Riese, der auch anspruchsvolle Wrestlingtechniken zeigen konnte. Bereits in Kanada begann jedoch der langsame Abbau, so dass Roussimoff am Ende seiner Karriere hauptsächlich als „Brawler“ eingesetzt wurde. Bei seinem Hauptkampf bei WrestleMania III konnte er kaum laufen und hatte starke Rückenschmerzen. Am Ende seiner Karriere wrestlete Roussimoff außerdem überwiegend Tag-Team-Matches, bei denen er nur selten eingewechselt wurde.
Am 27. Januar 1993 starb André René Roussimoff in seinem Zimmer im Hotel La Tremoille mit 46 Jahren an Herzversagen. Zwölf Tage zuvor war er zur Beerdigung seines Vaters nach Paris gereist. Er musste in die USA überführt werden, da in Frankreich kein Krematorium groß genug war. Seine Asche wurde auf seiner Ranch verstreut. Über seinen Tod wurde in zahlreichen Zeitungen berichtet. Postum erschienen zwei Biografien, zwei Graphic Novels sowie mehrere Dokumentarfilme.

## Bedeutung

### Würdigung und Einfluss
André the Giant war in seinen aktiven Jahren einer der bekanntesten Wrestler der Welt. Mitte der 1970er-Jahre war er ein Kassenmagnet, der in den verschiedenen Territorien zu ausverkauften Stadien führte. Um André the Giant zu erleben, musste man ihn live sehen. Ohne Internet und mit nur wenig Fernsehübertragungen gab es keinen anderen Weg, den Riesen in Aktion zu erleben. Diese Vermarktung als eine Art Zirkusattraktion war damals der gängige Weg im Pro-Wrestling. Spätestens mit dem Exklusiv-Vertrag bei der WWWF wurde André the Giant aber auch wrestlerisch ernst genommen. Einen großen Fankreis konnte er sich in Japan aufbauen, wo er auch in den schwächeren 1990er-Jahren, als er seinen Zenit längst überschritten hatte, als Star gefeiert wurde.
Insbesondere in den 1970ern, aber auch noch in den 1980ern, war André the Giant eine Autorität im Backstagebereich der WWF – eine Rolle, die in späteren Jahren oft The Undertaker zugeschrieben wurde. Um von den anderen Wrestlern akzeptiert zu werden, musste man sich zunächst mit Roussimoff gut stellen. Dies hatte auch Auswirkungen auf seine Gegner. André the Giant ließ seine Gegner gut aussehen, wenn er die Menschen hinter dem Image mochte. Er verkaufte deren Aktionen und ließ sie über mehrere Minuten bis zu seinem Comeback gut aussehen. Wenn er einen Wrestler nicht mochte, dominierte er einen Großteil des Kampfes und ließ ihm keine Aktionen zu. Insbesondere Big John Studd und Randy Savage litten oft unter seinen Aktionen, wenn er die Schläge durchzog oder sein Gewicht einsetzte. Seine Rolle im Backstage diente auch dem Kayfabe. Außenstehenden gewährte Roussimoff keinen Einblick in das Business.
André the Giants Inszenierung als „Riese“ war Vorbild für zahlreiche weitere Wrestler, die in seine Fußstapfen traten, darunter vor allem Paul Wight (besser bekannt als Big Show), der die gleiche Krankheit wie Roussimoff hat, jedoch erfolgreich mit 19 Jahren operiert wurde. In den ersten Jahren wurde er sogar von der WCW als Roussimoffs Sohn ausgegeben. Auch außerhalb des Wrestlings erreichte er Weltruhm, zum einen als Schauspieler in Die Braut des Prinzen, zum anderen wurde sein Gesicht vom Künstler Shepard Fairey als Vorlage für sein Werk Obey genutzt. Er soll außerdem Vorbild für den Street-Fighter-Charakter Hugo sein.
André the Giants Erfolge als Wrestler äußerten sich auch in seinen zahlreichen Ehrungen. Er war das erste Mitglied der WWE Hall of Fame.

### Mythos und Legendenbildung
Über André the Giant existieren eine ganze Reihe Anekdoten und Legenden, die sich aus mehreren Quellen speisen. Zum einen war zur Wirkungszeit von Roussimoff das Wrestling-Geschäft recht protektiv. Obwohl Insider wussten, dass es sich um Schaukämpfe handelte, wurde über das sogenannte Kayfabe versucht, die Kämpfe als legitime Sportveranstaltungen darzustellen. So entwarf man für jeden Wrestler Entstehungsgeschichten, die zur jeweiligen Storyline passten und die zunächst im Sinne einer Oral History verbreitet wurden. Dies erfolgte über die Kommentatoren und Ringsprecher, aber auch über Werbematerialien bis zu den sogenannten Dirtsheets, die die Hintergründe des Wrestlings aufzudecken versuchten.
Nachprüfbar waren ohne Internet nur wenige Fakten, auch bei Größe und Gewicht wurden nicht immer die tatsächlichen Werte angegeben. Dabei wurden sogar absonderliche Behauptungen als „Wahrheit“ verbreitet. So streute Vince McMahon einmal das Gerücht, dass André the Giant über zwei Zahnreihen und zwei Herzen verfügen würde. Eine weitere Quelle für die Mythologisierung war Roussimoff selbst, der zum einen den Charakter André the Giant auch im Privatleben verkörperte, wenn Außenstehende anwesend waren. Er schmückte sich bisweilen in Interviews mit schwer überprüfbaren Geschichten. Zum anderen ließ er sich auch in späteren Jahren nicht anmerken, wie sehr seine Gesundheit durch seine Erkrankung belastet war.
Neben den bewusst gestreuten Mythen entstand durch Zeitzeugen, Kollegen und Mitreisende eine weitere Oral History durch häufige Übertreibungen. Diese beschäftigten sich vornehmlich mit André the Giants Trinkverhalten. Neben seinen Wrestlingkollegen wurden diese Gerüchte auch von Regisseur Rob Reiner gestreut, der Roussimoff am Rande der Dreharbeiten zu Die Braut des Prinzens kennen lernte.
Bei vielen Geschichten ist der Wahrheitsgehalt unklar. So bekräftigen mehrere Quellen, dass Roussimoff mit dem irischen Schriftsteller Samuel Beckett bekannt gewesen sei. Dieser soll zu jener Zeit in seiner Nähe gelebt und ihn gelegentlich zur Schule gefahren haben, da Roussimoff bereits zu groß für den Schulbus war und der Vater kein Geld für ein Auto hatte. Die beiden sollen viel über Cricket gesprochen haben. In einer Dokumentation von 2018 sprachen die beiden älteren Brüder Roussimoffs davon, dass ihr Bruder erst im Alter von 14 bis 16 Jahren große Wachstumsschübe erlebt habe, also zu jener Zeit, in der er schon nicht mehr die Schule besuchte. Das Gerücht entstand vermutlich durch eine Dramatisierung im Rahmen der Graphic Novel André the Giant: Life and Legend von Box Brown (2014).

## Privatleben
Roussimoff war nie verheiratet. Er lebte abseits des Wrestlings auf einer Ranch in Ellerbe, North Carolina, wo er Pferde und Rinder züchtete.
Auch wenn er zu keiner Zeit eine feste Bindung einging, war er beim weiblichen Publikum beliebt und hatte nach Aussagen seiner Kollegen eine Reihe von Affären. Aus einer dieser Affären ging eine Tochter (* 1979) hervor. Zu dieser pflegte er anfangs einen intensiveren Kontakt, der jedoch, bedingt durch Roussimoffs Reisetätigkeit, aber auch durch sein Verhältnis zu ihrer Mutter, nach den ersten Jahren einschlief. In seinem Testament bedachte er sie allerdings als Alleinerbin seiner Ranch.

## Titel und Auszeichnungen

### Wrestlingtitel
André the Giant war kein Wrestler, der mit vielen Titeln bedacht wurde. Er sollte eher durch seine Größe beeindrucken. Insbesondere in den ersten Jahren reiste er von Territorium zu Territorium, um seine Besonderheit nicht abzunutzen. Als Champion hätte er seinen Titel mehrfach verteidigen müssen. Dennoch hielt er im Laufe seiner Karriere einige Titel.
- 50th State Big Time Wrestling
  - Texas Battle Royal (1977)
- Championship Wrestling from Florida
  - NWA Florida Tag Team Championship (1×) – mit Dusty Rhodes[62]
- Fédération Française de Catch Professionnel
  - French Heavyweight Championship (1×)[63]
- Houston Wrestling
  - Two-Ring Battle Royal (1974, 1975)
- International Wrestling Enterprise
  - IWA World Tag Team Championship (1×) – mit Michael Nador[64]
- NWA Hollywood
  - Los Angeles Battle Royal (1975, 1980)
- NWA San Francisco
  - Cow Palace Battle Royal (1977)
- New Japan Pro-Wrestling
  - International Wrestling Grand Prix (1985)
  - MSG League (1982)
  - MSG Tag League (1981) – mit Rene Goulet
  - Sagawa Express Cup (1986)[65]
- NWA Tri-State
  - NWA United States Tag Team Championship (Tri-State version) (1×) – mit Dusty Rhodes[66]
- World Championship Wrestling (Australia)
  - NWA Austra-Asian Tag Team Championship (1×) – mit Ron Miller
- World Wrestling Federation/WWE
  - WWF Tag Team Championship (1×) – mit Haku
  - WWF World Heavyweight Championship (1×)
  - WrestleMania 2 (Battle Royal Winner)

### Auszeichnungen
- All Japan Pro Wrestling
  - World’s Strongest Tag Determination League East Sports Special Award (1991) – mit Giant Baba[67]
- Canadian Wrestling Hall of Fame
  - Class of 2016[68]
- International Professional Wrestling Hall of Fame
  - Class of 2021[69]
- New Japan Pro-Wrestling
  - Greatest 18 Club
- Professional Wrestling Hall of Fame and Museum
  - Class of 2002[70]
- Pro Wrestling Illustrated
  - Most Popular Wrestler of the Year (1977, 1982)[71]
  - Match of the Year (1981) vs. Killer Khan am 2. Mai 1981
  - Match of the Year (1988) vs. Hulk Hogan at The Main Event
  - Most Hated Wrestler of the Year (1988)
  - Editor’s Award (1993)
  - Platz der besten 500 Single-Wrestlers der PWI Years (2003)[72]
- Stampede Wrestling
  - Stampede Wrestling Hall of Fame (Class of 1995)[73]
- World Wrestling Federation
  - WWE Bronze Statue (2013)[74]
  - Slammy Award: Bobby „The Brain“ Heenan Scholarship Award (1987) mit The Islanders (Haku und Tama), Hercules, King Kong Bundy und Harley Race[75]
  - WWF Hall of Fame (Class of 1993)
- Wrestling Observer Newsletter
  - Feud of the Year (1981) vs. Killer Khan
  - Most Embarrassing Wrestler (1989)
  - Worst Feud of the Year (1984) vs. Big John Studd
  - Worst Feud of the Year (1989) vs. the Ultimate Warrior
  - Worst Worked Match of the Year (1987) vs. Hulk Hogan at WrestleMania 3
  - Worst Worked Match of the Year (1989) vs. the Ultimate Warrior on 31 October
  - Worst Tag Team (1990, 1991) mit Giant Baba
  - Worst Wrestler (1989, 1991, 1992)
  - Wrestling Observer Newsletter Hall of Fame (Class of 1996)

### André the Giant Memorial Battle Royal

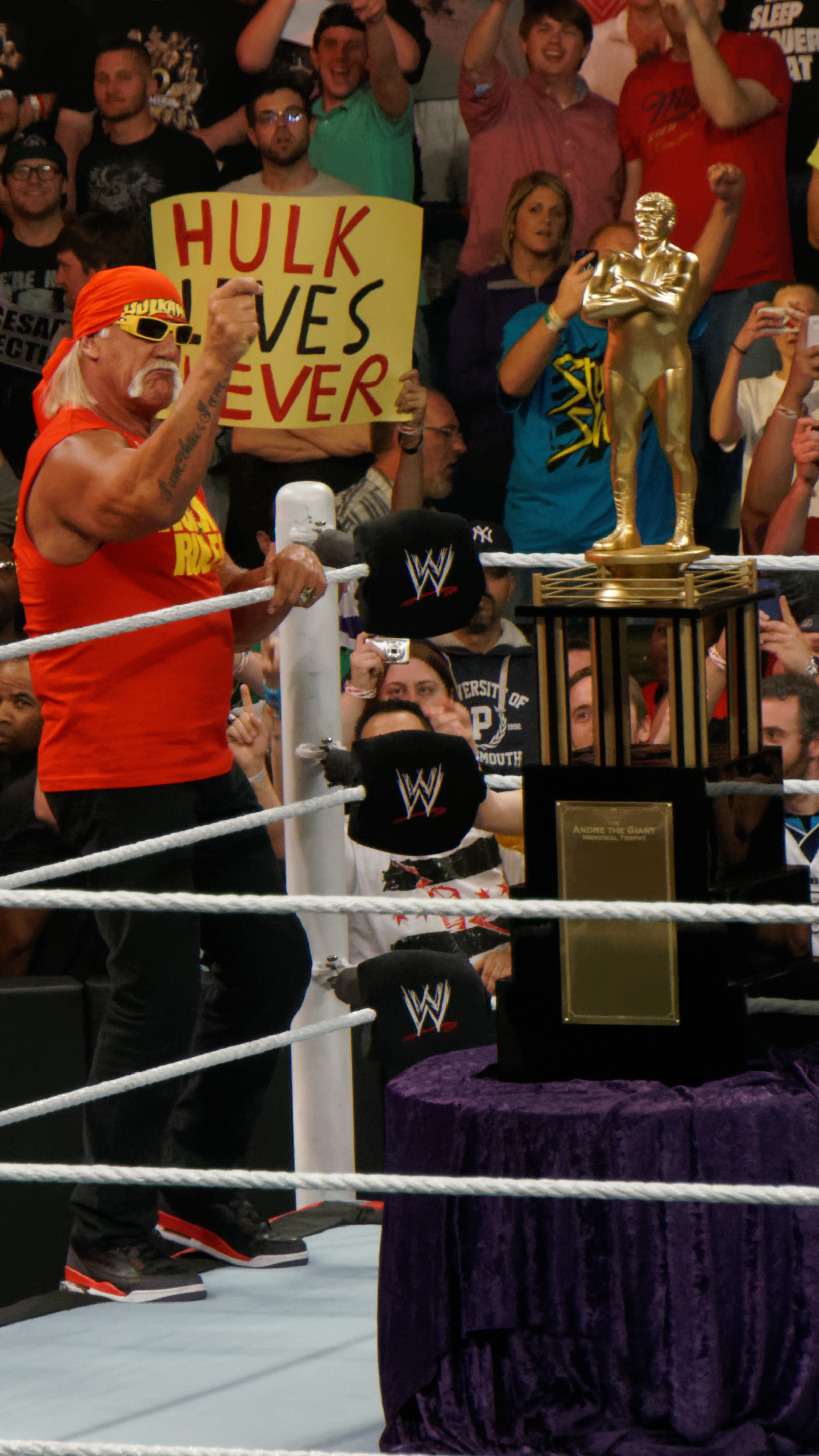
Hulk Hogan stellt die André the Giant Memorial Trophy vor

Bei der Raw-Ausgabe vom 10. März 2014 huldigte sein ehemaliger Rivale Hulk Hogan dem verstorbenen Roussimoff und gab bekannt, dass bei WrestleMania XXX ihm zu Ehren eine Battle Royal stattfinden würde. Die ersten sechs Battle Royals fanden bei einer Wrestlemania statt. Im Jahr 2020 fand keine Battle Royal statt. Die siebte Auflage des Battle Royal wurde bei der wöchentlichen WWE-Show SmackDown ausgestrahlt. Dem Sieger der Battle Royal wird die André the Giant Memorial Trophy als Preis verliehen.
| Nr. | Gewinner       | Datum                                         | Ort                         | Veranstaltung   |
| --- | -------------- | --------------------------------------------- | --------------------------- | --------------- |
| 1   | Cesaro         | 6. April 2014                                 | New Orleans, Louisiana      | WrestleMania 30 |
| 2   | Big Show       | 29. März 2015                                 | Santa Clara, Kalifornien    | WrestleMania 31 |
| 3   | Baron Corbin   | 3. April 2016                                 | Arlington, Texas            | WrestleMania 32 |
| 4   | Mojo Rawley    | 2. April 2017                                 | Orlando, Florida            | WrestleMania 33 |
| 5   | Matt Hardy     | 8. April 2018                                 | New Orleans, Louisiana      | WrestleMania 34 |
| 6   | Braun Strowman | 7. April 2019                                 | East Rutherford, New Jersey | WrestleMania 35 |
| 7   | Jey Uso        | 2. April 2021 (ausgestrahlt am 9. April 2021) | Saint Petersburg, Florida   | SmackDown       |
| 8   | Madcap Moss    | 1. April 2022                                 | Dallas, Texas               | SmackDown       |
| 9   | Bobby Lashley  | 31. März 2023                                 | Los Angeles, Kalifornien    | SmackDown       |
| 10  | Bronson Reed   | 5. April 2024                                 | Philadelphia, Pennsylvania  | Wrestlemania 40 |
| 11  | Carmelo Hayes  | 18. April 2025                                | Las Vegas, Nevada           | SmackDown       |

## Filmografie (Auswahl)

### Als Schauspieler
- 1967: Die 7 Masken des Judoka (Casse-tête chinois pour le Judoka)
- 1975: Der Sechs-Millionen-Dollar-Mann (Fernsehserie, zwei Folgen)
- 1981: B.J. und der Bär (Fernsehserie, zwei Folgen)
- 1981: Ein Colt für alle Fälle (Fernsehserie, eine Folge)
- 1983: The Greatest American Hero (Fernsehserie)
- 1984: Conan der Zerstörer (Conan the Destroyer)
- 1984: Micki & Maude (Micki and Maude)
- 1987: Die Braut des Prinzen (The Princess Bride)
- 1991: Zorro – Der schwarze Rächer (Fernsehserie, eine Folge)
- 1994: Mommy Market – Auf der Suche nach der Traummutter (Trading Mom)

### Dokumentarfilme
- 1985: André the Giant
- 1999: Andre the Giant – Larger Than Life
- 1999: Biography (Folge: Andre the Giant)
- 2003: Giants: Friend or Foe
- 2007: WWE Legends of Wrestling (Folge: Andre the Giant and the Iron Sheik)
- 2008: Giants, Midgets, Heroes and Villains II
- 2011: Chuck – Der Wahre Rocky (The Real Rocky)
- 2012: Wahre Liebe: Das Phänomen Die Braut des Prinzen (True Love: The Princess Bride Phenomenon – Entering the Zeitgeist) (Kurzfilme)
- 2014: True Giants
- 2016: No Small Parts (Folge: André the Giant’s Acting Roles)
- 2018: Andre the Giant